# Omurtag al Bulgariei
Omurtag sau Omortag (bulgară Княз Омуртаг), (n.  ? – d. 831 d.Hr.) a fost un mare Cneaz (Kanas yu Bigi) al Bulgariei în perioada 815 - 831. A avut supranumele de "Constructorul". A dezlănțuit persecutarea creștinilor din Balcani. Executarea creștinilor este descrisă în Menologium-ul (lucrare ilustrată) împăratului Vasile al II-lea.

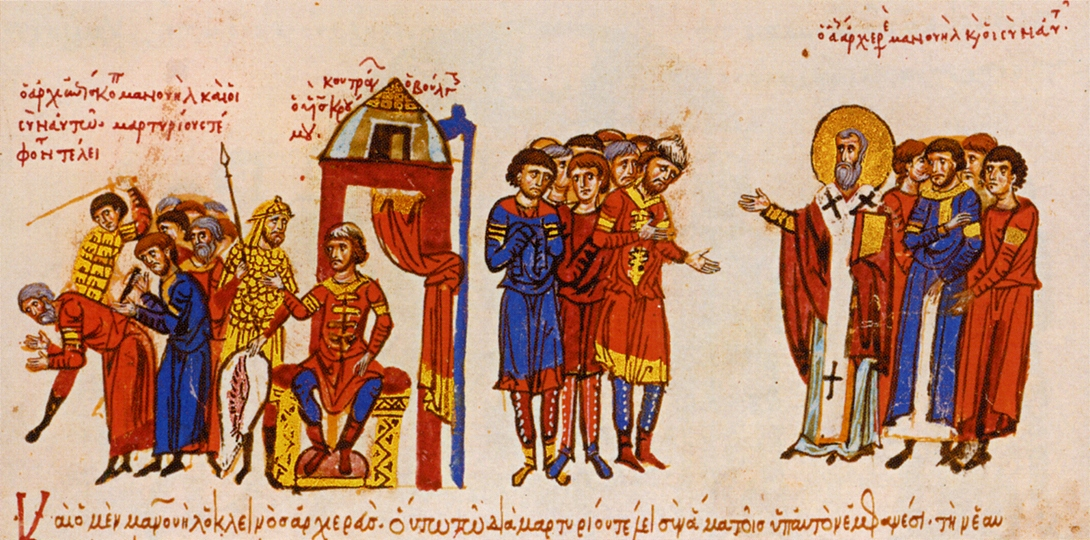
Omurtag poruncește uciderea creştinilor. După Menologhionul împăratului Vasile al II-lea (976-1025).

Bulgari ucigând creştini. După menologhionul (lucrare ilustrată) împăratului Vasile al II-lea. Secolul al X-lea.

| Predecesor: Krum | Cneaz al Bulgariei 814–831 | Succesor: Malamir |

1. 1 2 3  The Peerage